# Maravillas (Cocapata)
Maravillas ist eine Ortschaft im Departamento Cochabamba im südamerikanischen Andenstaat Bolivien.

## Lage im Nahraum
Maravillas liegt in der Provinz Ayopaya und ist die drittgrößte Ortschaft im Cantón Cocapata im Municipio Cocapata. Die Ortschaft liegt auf einer Höhe von 1490 m in einem rechten Seitental des Río Cotacajes, der zum Río Beni fließt. Zur Ortschaft gehört die Bildungseinrichtung „Unidad Educativa Maravillas“.

## Geographie
Maravillas liegt im Übergangsbereich zwischen der Anden-Gebirgskette der Cordillera Central und dem bolivianischen Tiefland. Das Klima der Region ist ein typisches Tageszeitenklima, bei dem die täglichen Temperaturschwankungen deutlicher ausfallen als die mittleren monatlichen Jahresschwankungen.
Die Jahresdurchschnittstemperatur der Ortschaft liegt bei 23 °C (siehe Klimadiagramm La Asunta), der Jahresniederschlag beträgt etwa 1300 mm. Die Monatsdurchschnittstemperaturen schwanken nur unwesentlich zwischen gut 20 °C im Juni/Juli und 25 °C im November/Dezember. Das Flusstal des Río Cotacajes weist eine kurze Trockenzeit mit Monatsniederschlägen von 25 mm in den Monaten Juni und Juli auf, in der Feuchtezeit erreichen die Monatswerte bis 200 mm von Dezember bis Februar.

## Verkehrsnetz
Maravillas liegt in einer Entfernung von 187 Straßenkilometern nordwestlich von Cochabamba, der Hauptstadt des Departamentos.
Durch Cochabamba führt die 1657 Kilometer lange Nationalstraße Ruta 4, die ganz im Westen an der chilenischen Grenze bei Tambo Quemado beginnt. Sie führt quer durch das ganze Land über Quillacollo und Cochabamba nach Santa Cruz und endet im südöstlichen Teil des Landes an der Grenze zu Brasilien bei der Stadt Puerto Quijarro.
Bei Falsuri nahe Quillacollo zweigt von der Ruta 4 die Ruta 25 nach Nordwesten in Richtung Departamento La Paz ab und erreicht über lange Serpentinen nach 27 Kilometern auf einer Höhe von knapp 4500 Metern den Abzweig Cruce Tahua, bei dem die Ruta 4101 nach Norden abzweigt. Nach neun Kilometern verlässt beim Abzweig Lagunas Toro die Ruta 4103 die Hauptstraße und führt nach 39 Kilometern in nordwestlichen Richtungen durch die weitgehend unbesiedelten Hochtäler und Hochflächen bis zur Ortschaft Calientes am Nordrand des Nationalpark Tunari (Parque Nacional Tunari). Von dort sind es noch einmal siebzehn Kilometer in nordwestlicher Richtung den Río Cocapata abwärts bis Chorito und weitere acht Kilometer bis Casay Vinto, wo eine Nebenstraße den Río Cocapata überquert und auf dem jenseitigen Höhenrücken nach acht Kilometern Falsuri erreicht. Von dort führt die Straße weiter über Choro und Jatun Pampa zu dem 34 Kilometer entfernten San Cristóbal und nach weiteren 23 Kilometern nach Maravillas.

## Bevölkerung
Die Einwohnerzahl der Ortschaft ist in dem Jahrzehnt zwischen den beiden letzten Volkszählungen um mehr als ein Drittel angestiegen:
| Jahr | Einwohner         | Quelle       |
| ---- | ----------------- | ------------ |
| 1992 | keine Detaildaten | Volkszählung |
| 2001 | 345               | Volkszählung |
| 2012 | 481               | Volkszählung |
| 2024 |                   | Volkszählung |

Die Region weist einen hohen Anteil an Quechua-Bevölkerung auf, im Municipio Morochata, aus dem das Municipio Cocapata hervorgegangen ist, sprechen 96,6 % der Bevölkerung Quechua.